# 前686年
| 千纪： | 前1千纪 |
| 世纪： | 前8世纪 \| 前7世纪 \| 前6世纪 |
| 年代： | 前710年代 \| 前700年代 \| 前690年代 \| 前680年代 \| 前670年代 \| 前660年代 \| 前650年代                                                                                                |
| 年份： | 前691年 \| 前690年 \| 前689年 \| 前688年 \| 前687年 \| 前686年 \| 前685年 \| 前684年 \| 前683年 \| 前682年 \| 前681年                                                                  |
| 纪年： | 周莊王十一年 魯莊公八年 秦武公十二年 陳宣公七年 蔡哀侯九年 鄭子嬰八年 宋閔公六年 楚文王四年 齊襄公十二年 晉侯緡十九年 曲沃武公三十年 燕庄公五年 衛黔牟十一年 曹庄公十六年 杞靖公十八年 |

## 大事记
- 齊國、魯國聯合攻打郕國（山東寧陽），郕國降齊。公子慶父怒，想要攻打齊軍，魯莊公制止了他。
- 齊國大夫鮑叔牙奉公子小白投奔莒國，管仲奉公子糾投奔魯國。
- 齊國大夫連稱、管至父，殺國君齊襄公諸兒，立公孙无知。

## 逝世
- 齊襄公